# Liceo francés de Nueva York
El Lycée Français de New York (español: Liceo Francés de Nueva York) es una escuela privada, creada en 1935, ubicada en Manhattan, en el Upper East Side. Hoy acoge a 1190 élèves de 60 nacionalidades desde jardín de infancia hasta el último año de educación secundaria.

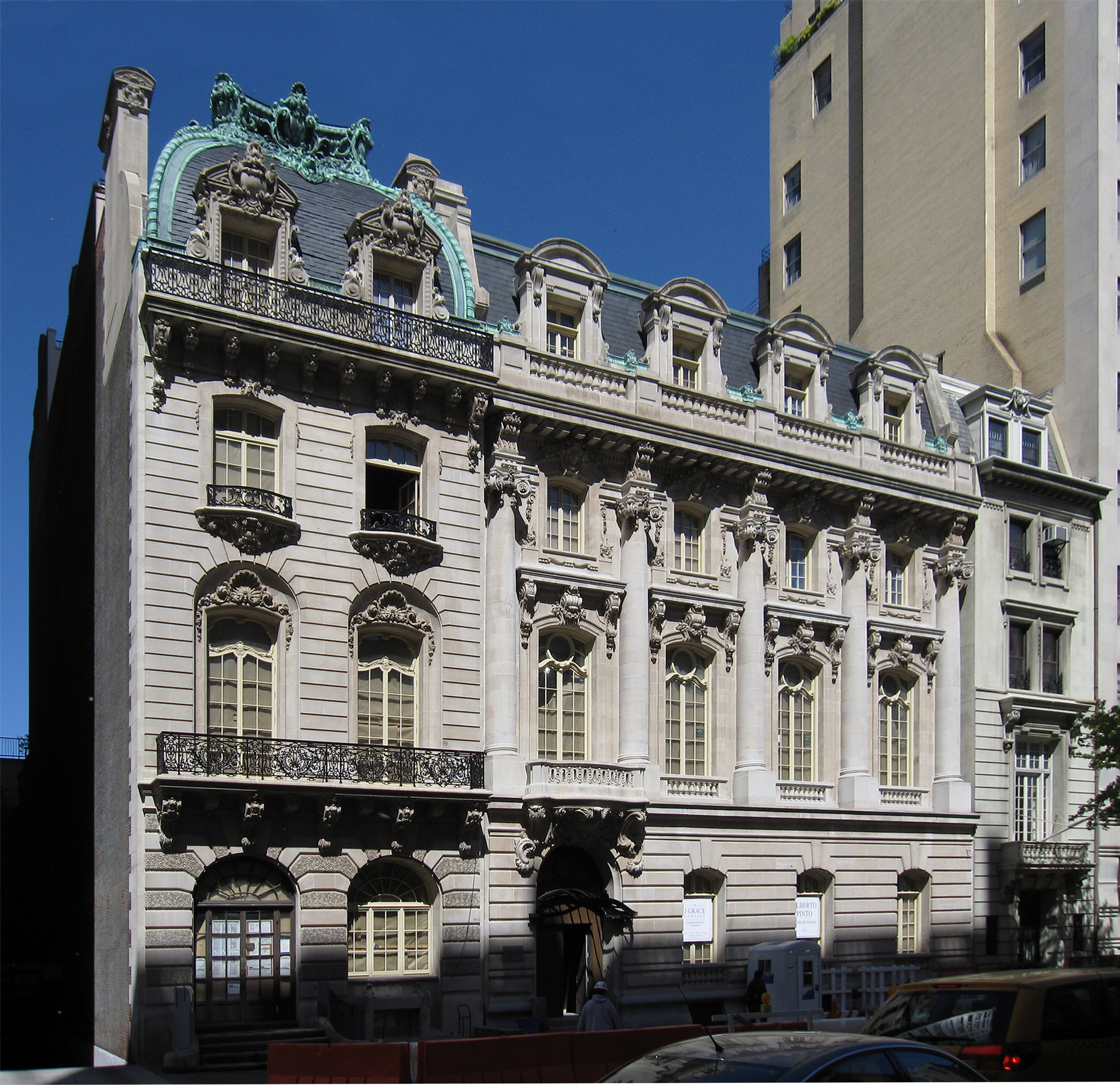
Henry T. Sloane House antigua sede del Lycée Français.

## Educación
El LFNY es una institución basada en la educación bilingüe. El aprendizaje del francés y del inglés se desarrolla desde el jardín de infancia. Luego, a partir del sexto, se enseñan otros idiomas: alemán, italiano, chino, árabe y español.
Las lecciones en el LFNY preparan a los estudiantes para los exámenes de francés, el certificado universitario y el bachillerato. También se ofrece la opción americana del Bachillerato Internacional Opción (OIB) y el Bachillerato Franco-Americano (BFA).
A partir de la escuela media, la enseñanza sigue un horario de siete días, con el fin de equilibrar mejor entre cada disciplina las limitaciones vinculadas a la fatiga y los días festivos.
La enseñanza en LFNY está muy enfocada en la pedagogía de proyectos, debido en particular a la presencia de talleres de grabación y espacios creativos.
Fuera del horario lectivo, se ofrecen numerosas actividades a los alumnos gracias a los clubes (ajedrez, matemáticas, teatro, informática, etc.) y a la práctica de numerosos deportes (tenis, fútbol, squash, baloncesto, voleibol, pelota, béisbol, running, rugby, natación…).
Los alumnos de todos los niveles, a partir del sexto, realizan diez horas de servicio comunitario cada año.
El LFNY organiza intercambios y viajes cada año por todo el mundo, para estudiantes de todas las edades.